# Wolfgang Ratke
Wolfgang Ratke (también Ratichius o Wolfgang Ratich) (18 de octubre de 1571-17 de abril de 1635) fue un educador alemán. Ratke se educó en la Universidad de Rostock.
Su sistema de educación estaba basado en la filosofía de Francis Bacon, cuyo principio consistía en pasar de las cosas a los nombres, de lo particular a lo general y de la lengua materna a las lenguas extranjeras. En 1618, Wolfgang abrió escuelas en Augsburgo y otros lugares. Sin embargo, en Köthen tuvo dificultades con el clero que le condujeron a prisión durante ocho meses. Después del intento fracasado de abrir otra escuela en Magdeburgo, se hizo errante y murió en Erfurt el 27 de abril de 1635. Sus ideas fueron muy adelantadas para su época, pero su trabajo se vio ensombrecido por el más exitoso de Comenius.